# キングストン駅 (ロードアイランド州)
キングストン駅（英語：Kingston station）はアメリカ合衆国ロードアイランド州のサウスキングスタウンレールロード・アベニュー1にある駅。 全米各地を結ぶ旅客鉄道のアムトラックが乗り入れている。

## 概要
キングストン駅は、1875年の開業以来、サウス郡地域の人々が利用してきた。ニューヨーク・プロビデンス・アンド・ボストン鉄道（NYP＆B）が建設した駅舎は深刻な火災から生き残った。
20世紀半ばまでに、国の交通政策は、自家用車やジェット機のためのインフラに投資する政策に移行した。アメリカ北東部の鉄道各社は、軌道改良、車両更新、旧駅の維持などで競争力を維持しようと試みたが、1960年代には悲惨な状態になった。当駅もまた荒廃した。この状況を改善するために、1973年、ロードアイランド大学教授他が率いる地域住民が、ボランティア・グループ「キングストン駅友の会」を結成し、駅舎の再塗装を行った。友の会は国家歴史登録財に登録されるよう働きかけ、当駅は1978年に国家歴史登録財として登録された。
再塗装が完了したとき、友の会は解散したが、1988年12月に当駅は火災に遭い大きく損傷したのを契機に10年後、再結成した。友の会は建物を壊す代わりに、より快適に乗客が利用できるように完全な修復を提唱した。幸いにも、1991年、高速道路以外の様々なプロジェクトのために連邦交通機関の資金を開放した陸上交通効率化法（Intermodal Surface Transportation Efficiency Act : ISTEA）の米国議会の審査に通った。ロードアイランド州は1990年代初めに駅と隣接する土地と併せ、300万ドルをかけた複数年に亘る改修工事を施工した。連邦高速道路局（FHWA）を通じて付与されたISTEA資金は、地方債を通じて得られた残額とともに、費用の約80％をカバーした。 2000年に予定されている高速運行のためロードアイランド州運輸省（RIDOT）は乗客の安全を確保するために駅舎を軌道から約4.6メートル後ろに移設させ、将来予定されている高床プラットホームへの改築に対応するために約91センチ扛上（ホーム面の嵩上げ）した。この事業は1998年に完成した。
2005年に、アムトラックは、乗客がホーム間を容易に移動することを可能にする、跨線橋を建設した。 同年、ロードアイランド州運輸省は、連邦高速道路局の交通改善プログラム（Traffic Enhancements program）を通じて連邦政府の資金援助で16万ドルを受領した。この資金は、当駅とウェスタリー駅での維持管理に使用され、当駅駅舎は再塗装され、上屋の漏水も補修された。2009年アメリカ復興・再投資法に基づき、ロードアイランド州運輸省はさらなる屋根修繕に取り組むために300,000ドルを得た。
2011年夏、連邦鉄道局（FRA）は、キングストン駅の軌道増設とプラットホーム改善事業のために、州政府に2,500万ドルの高速都市間旅客鉄道補助金を助成を決定した。事前調査と環境分析のために120万ドルの助成金があった。 設計終了後、ロードアイランド運輸省（RIDOT）とアムトラックは、2015年6月に4,100万ドルをかけて事業を開始した。3本目の軌道の敷設してホームを低床ホームから高床ホームに改築し、スロープや可動式リフトを使わずに列車に簡単に乗り降りできるようになる。事業の完成は2017年の夏を予定している。

## 利用可能な鉄道路線／列車
アムトラックの停車する列車は下記の通り。
ボストンとニューヨーク、ワシントン、リッチモンド、ニューポートニューズ、リンチバーグ間の昼行・夜行中長距離列車ノースイースト・リージョナル号 …1日9往復停車

## バス
当駅から乗車できるバスは以下の通り。
路線バス
ロードアイランド公共交通局 (RIPTA) …64系統 、66系統 